# Доисторический Ордос

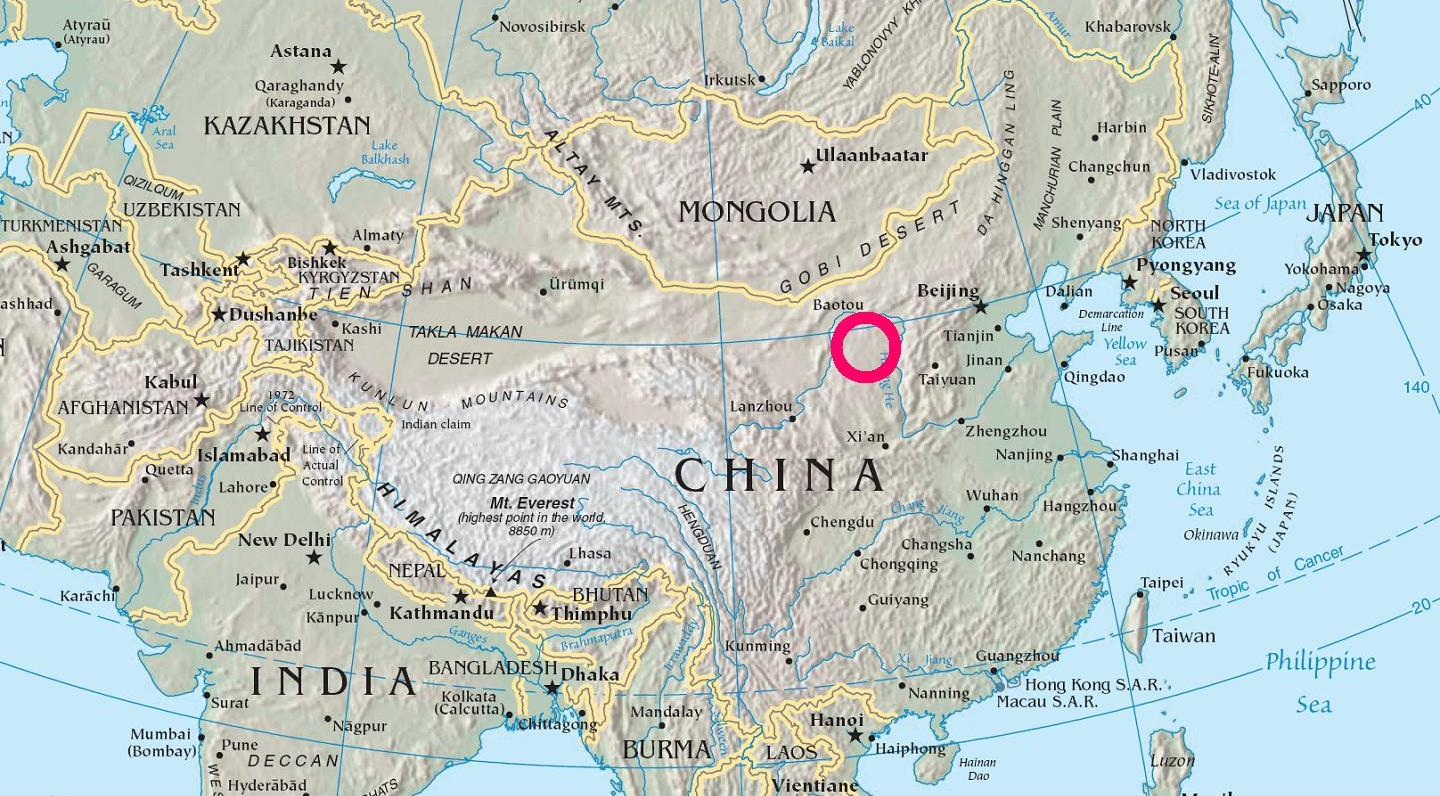
Локализация находок, связанных с Ордосской культурной традицией.

Ордосская культурная традиция — условное обозначение комплекса археологических культур, существовавших со времён Верхнего палеолита и до конца Бронзового века в пустыне Ордос, на юге автономного региона Внутренняя Монголия, ныне КНР, примерно в 300 км от г. Пекина. Носители традиции были в основном смешанной европеоидо-монголоидной расы, насколько можно судить по их скелетным останкам и артефактам, так как в регионе имелось место многочисленным контактам с европеоидами вплоть до эпохи династий Цинь и Хань.

## Палеолит
Первые свидетельства появления современных людей относятся к Верхнему палеолиту. Местные обитатели использовали каменные орудия чжоукоудяньского типа. Наконечники и грани их орудий напоминают европейские мустьерскую и леваллуазскую индустрии. По-видимому, местные жители хорошо владели технологиями Среднего палеолита, поскольку они создавали резцы (ножи) длиной до 15 сантиметров.
Окаменевшие человеческие останки Ордосского человека из Салаусу (Salawusu), датируемые около 50 000—35 000 гг. до н. э., имеют ярко выраженные монголоидные черты (в особенности передние зубы и затылочная кость).

## Неолит
Одной из неолитических культур Ордоса была культура Чжукайгоу (2200—1500 гг. до н. э.). К ней относятся 327 (на начало XXI века) погребений. Генетические исследования погребённых показывают, что они весьма сходны с погребениями из Иньнюгоу (Yinniugou), а также с современными народами — даурами и эвенками. Археологические находки данной культуры весьма сходны с артефактами культуры Нижнего слоя Сяцзядянь. В этих находках мы видим зарождение «змеиного» орнамента на оружии и другие зооморфные фигуры, из которых впоследствии сложится ордосский стиль искусства.

## Бронзовый и железный век

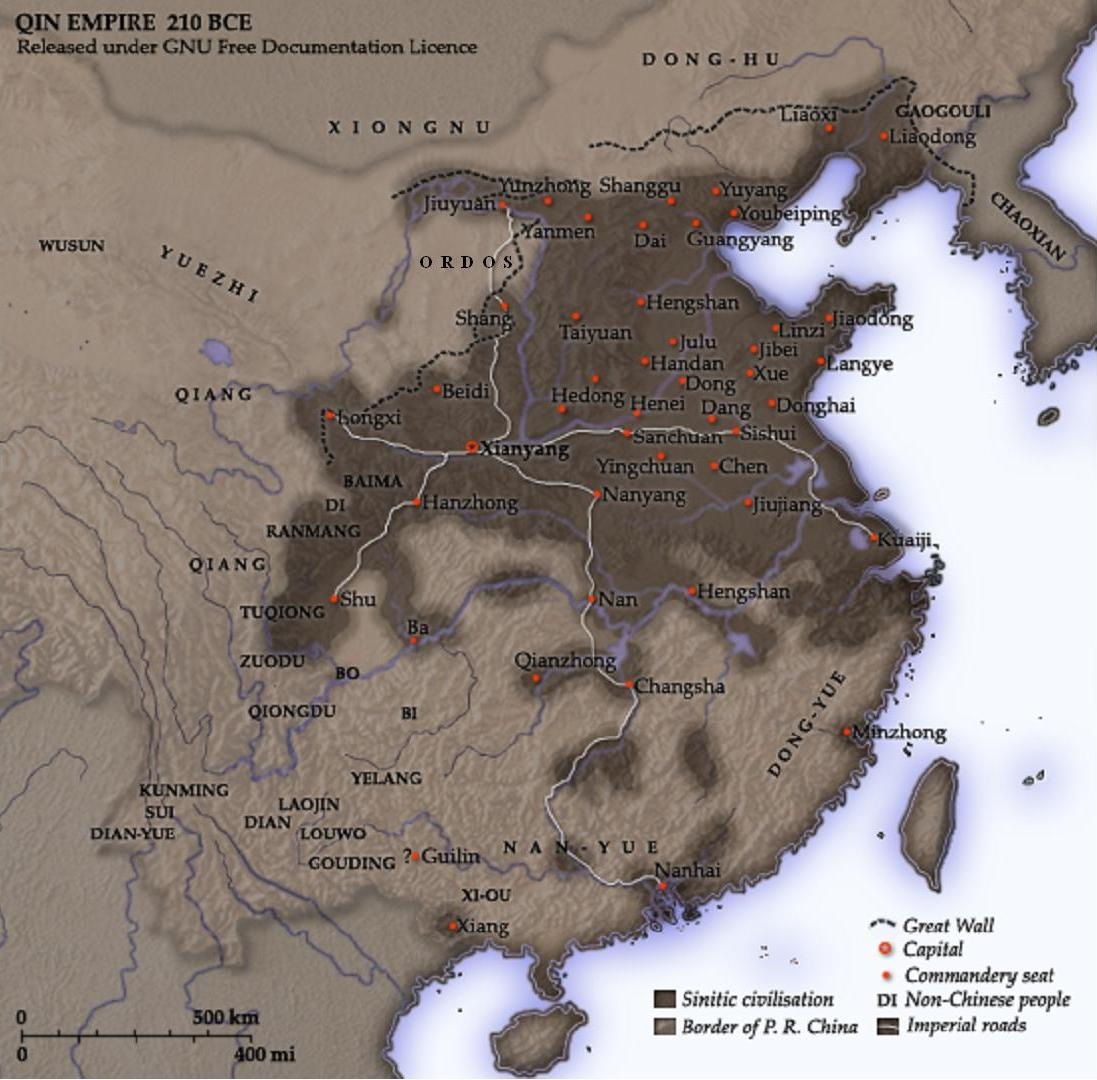
В III в. до н. э. ордосская культура находились на самой границе Цинской империи, непосредственно к востоку от юэчжи

Китайские хроники упоминают о предках народа сюнну, жунов и ди с XV века до н. э. Ордосская бронзовая культура датируется XV—VIII веками до н. э. Скелетные останки в гробнице Таохунбала (Taohongbala), датируемой VII—VI вв. до н. э., в целом уже считаются относящимися к культуре хунну бронзового века, и в них хорошо выражены монголоидные черты.
Погребение подобного типа обнаруженное в 1979 году близ города Баян-Нур и датируемое V—IV вв. до н. э., считается единственным памятником культуры хунну, расположенным на северном склоне Иньшаня. Здесь обнаружены в основном бронзовые артефакты, керамика и 27 скелетных останков лошадей. В ходе дальнейших раскопок в 1983 году в Госиньяоцзы было обнаружено 31 погребение VI—V века до н. э. с ярко выраженными северномонголоидными чертами. Эти черты убывают по направлению к югу. Скелетные останки восточного и северного монголоидного типа — в целом 117 погребений — встречаются в находках из Маоцингу и Иньнюгоу и датируются около VII века до н. э. Ордосское бронзовое вооружение во многом сходно с китайским.
На многочисленных изображениях людей Ордоса те, как правило, имеют прямые волосы. Эта черта особенно ярко выражена в археологических находках в Баотоу (M63:22, M63:23, M84:5), Этоке (M1, M6), Сихаокоу (M3), низовьях Воэртухао (M3:1) и в Мэнцзяляне.

## Сакии скифы

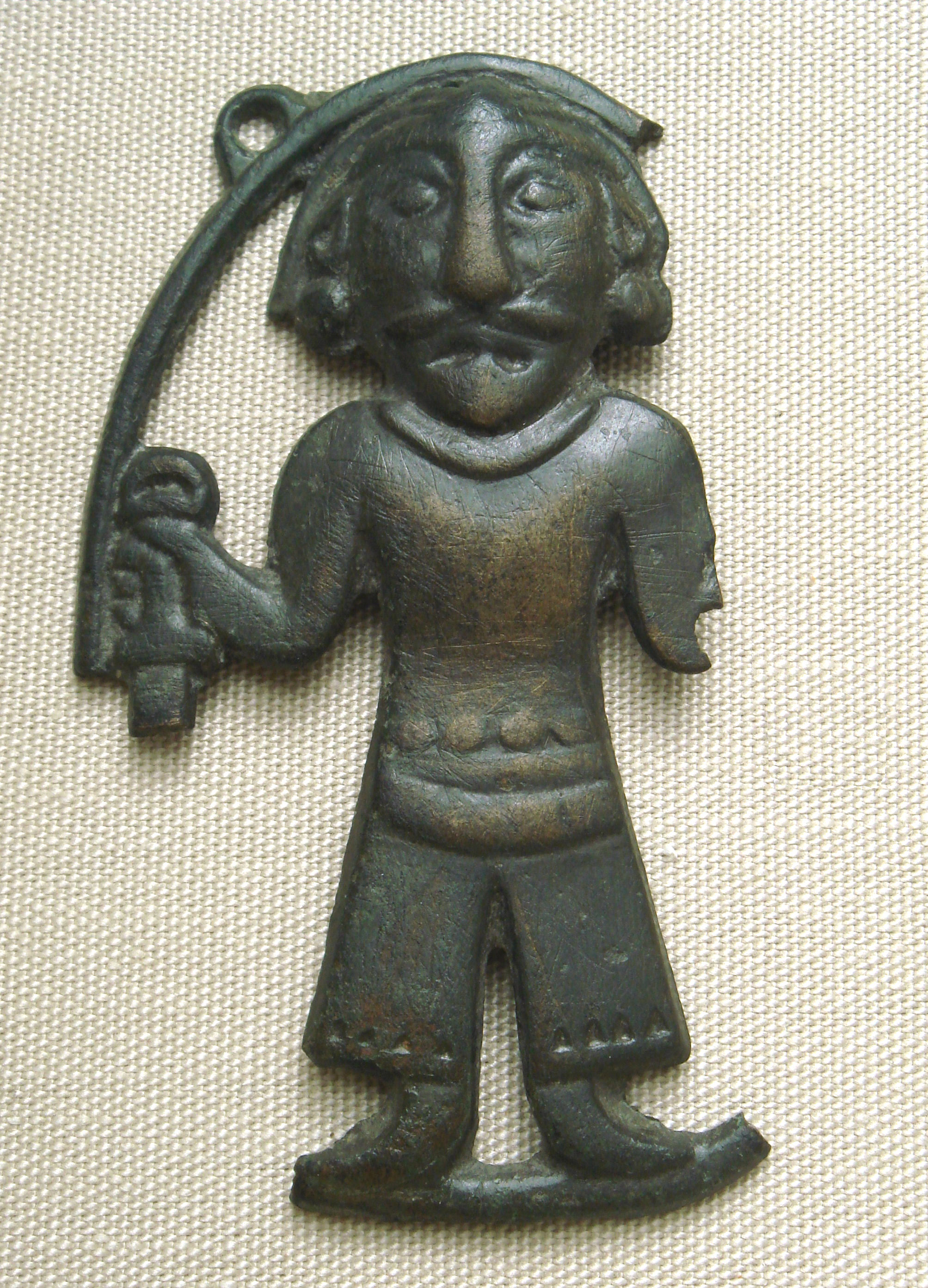
Бронзовая статуэтка мужчины, Ордос, III—I века до н. э. Британский музей.

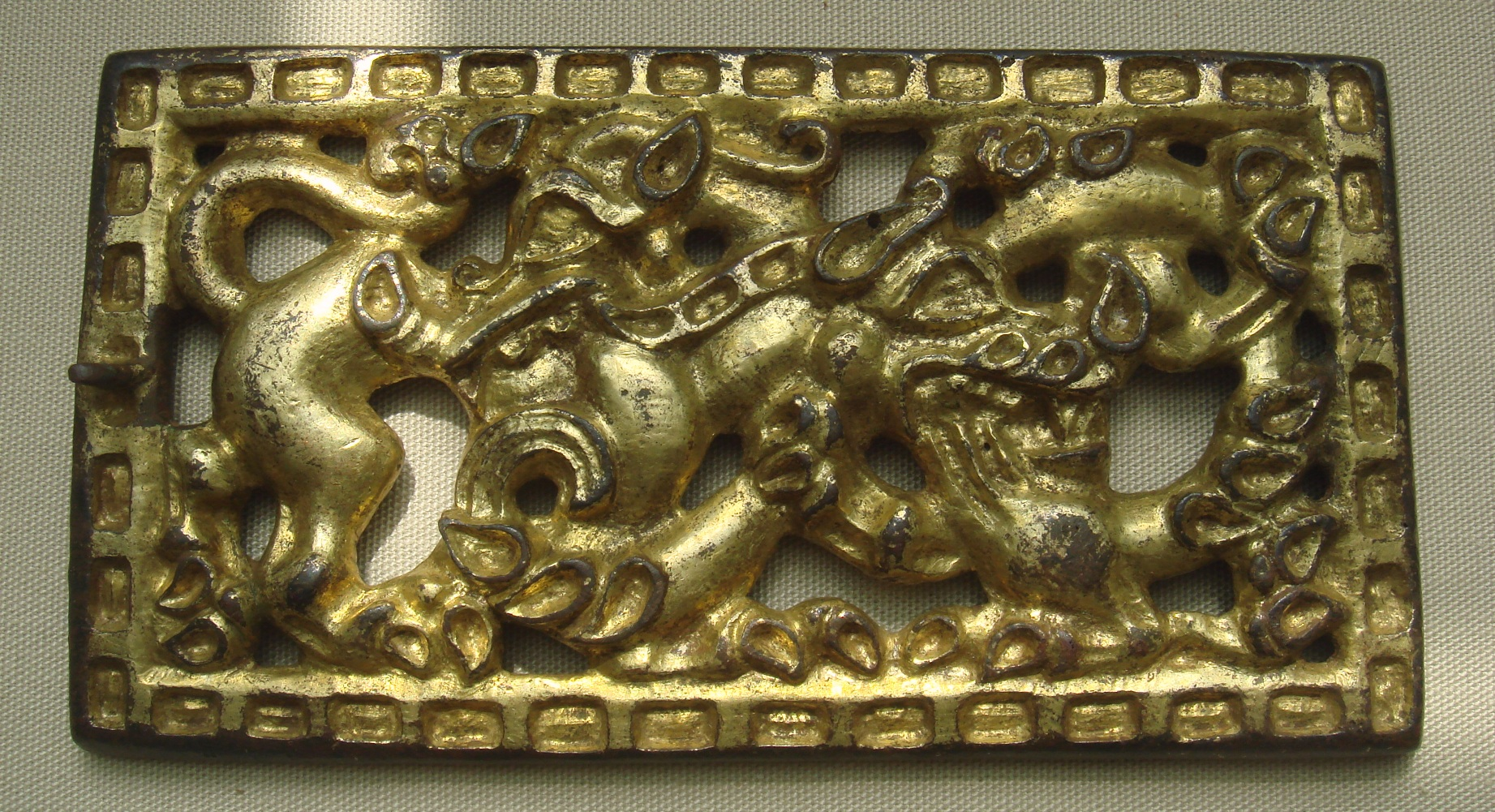
Пряжка ремня, Ордос, III—I века до н. э.

В VI—II веках до н. э. конные кочевники занимали территорию Ордоса, прежде чем их оттуда изгнали хунну. По мнению Я. Лебединского, эти кочевники были наиболее восточной группой скифов, которые поселились к востоку от более изученных юэчжи, хотя Лебединский и не приводит фактов в обоснование своего мнения. «Монголоидные типы Забайкалья и Восточной Монголии резко контрастируют с европеоидным типом, который проявляется в то же время у скифских кочевников, занимавших Западную Монголию, и их предшественников бронзового века». Известны они в основном по скелетным останкам и артефактам.
Кочевники контактировали и нередко воевали с доханьским и ханьским населением Китая. Территория этих кочевников располагалась непосредственно к северу от Великой стены и на южном побережье самой северной излучины реки Хуанхэ.
Как считает Я. Лебединский, «Европеоидные лица на некоторых изображениях из Ордоса… следует объяснить их происхождением от скифов». Характерными изделиями Ордоса являются пряжки ремней, лошадиная сбруя и оружие с изображением животных, нередко сражающихся. Оружие, обнаруженное в захоронениях в степях Ордоса, весьма сильно напоминает оружие скифоязычных народов, особенно саков.

## Связи
Западными соседями Ордоса могли быть юэчжи — восточноиранский народ, мигрировавший в Южную Азию и образовавший Кушанское царство после поражения от хунну. Они были также культурно связаны с ещё одним кочевым племенем на востоке, дунху, которые имели похожее «степное искусство», но были, вероятно, монголоидами. Также ордосская культура могла быть связана с народом ди, или «западными варварами».

## Хунну
Согласно китайским источникам, хунну (сюнну) впервые появились в Ордосе в период, когда были написаны трактаты «И чжоу шу» (Yizhoushu) и «Шань хай цзин», в период Сражающихся царств, до того, как Ордос оккупировали государства Цинь и Чжао. Считается, что Ордос был их родиной, однако точное время их появления в регионе остаётся неизвестным — как показывают археологические находки, оно могло быть намного более ранним, чем первые упоминания хунну в летописях.
По мере того, как хунну под предводительством Модэ распространялись на юг на территорию юэчжи около 160-х гг. до н. э., юэчжи, в свою очередь, разгромили саков и вытеснили их к Иссык-Кулю. Предполагается, что хунну в то же время заняли и Ордос, когда они вступили в контакт с китайцами. Из Ордоса хунну совершили многочисленные разорительные набеги на Китай (167, 158, 142, 129 гг. до н. э.).
Во II в. до н. э. император Хань Уди из династии Хань начал войну против хунну. Полководцу Шофану в 127 г. до н. э. удалось колонизировать территорию Ордоса. Однако ещё до этой кампании на их территории основывали свои военные поселения династии Цинь и Чжао, пока их не уничтожили хунну к 209 г. до н. э.

## Артефакты
Артефакты ордосских культур, представленные в Британском музее (азиатская галерея) и других коллекциях:

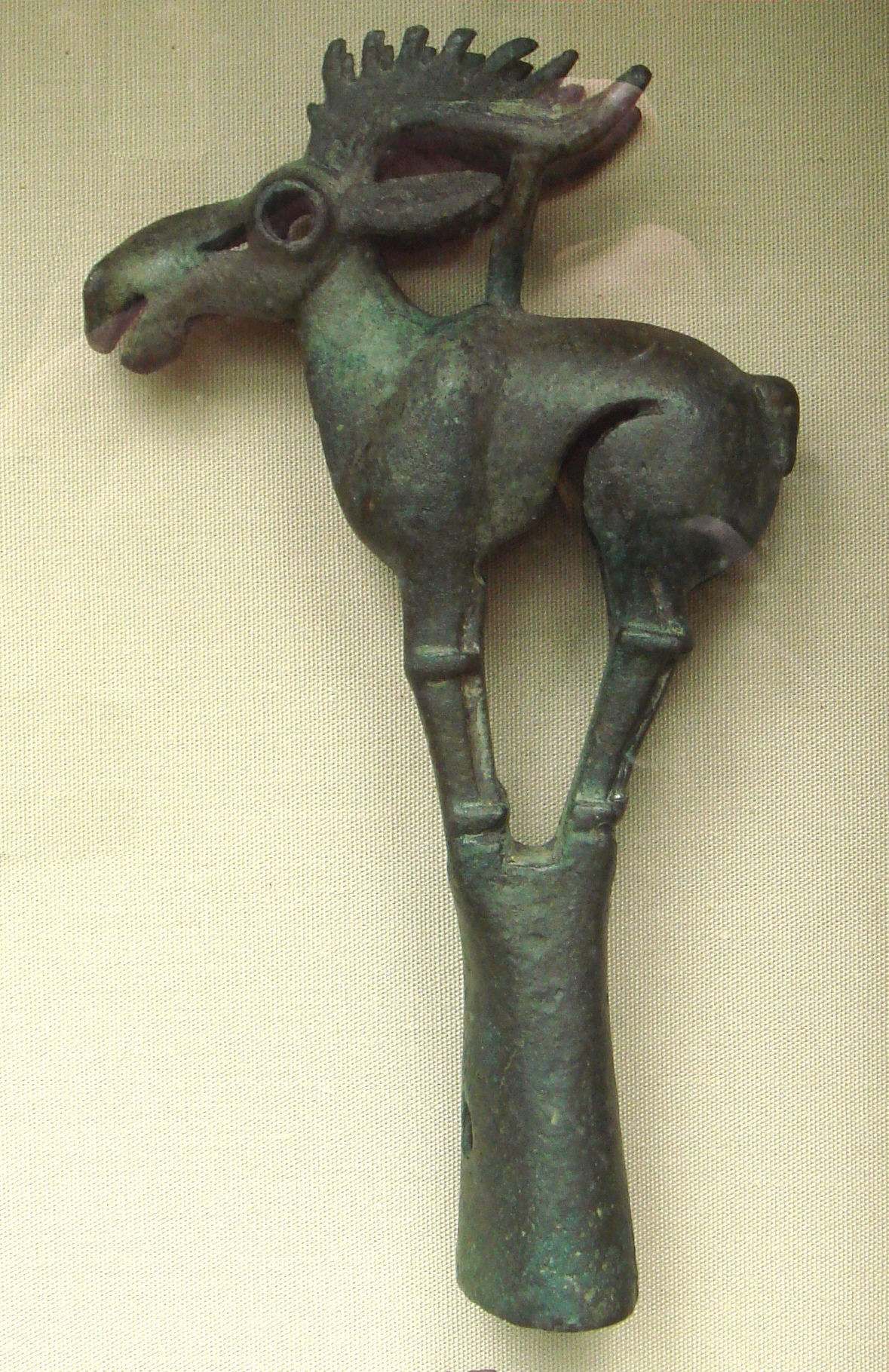
Бронзовый наконечник посоха, VI-V века до н. э.
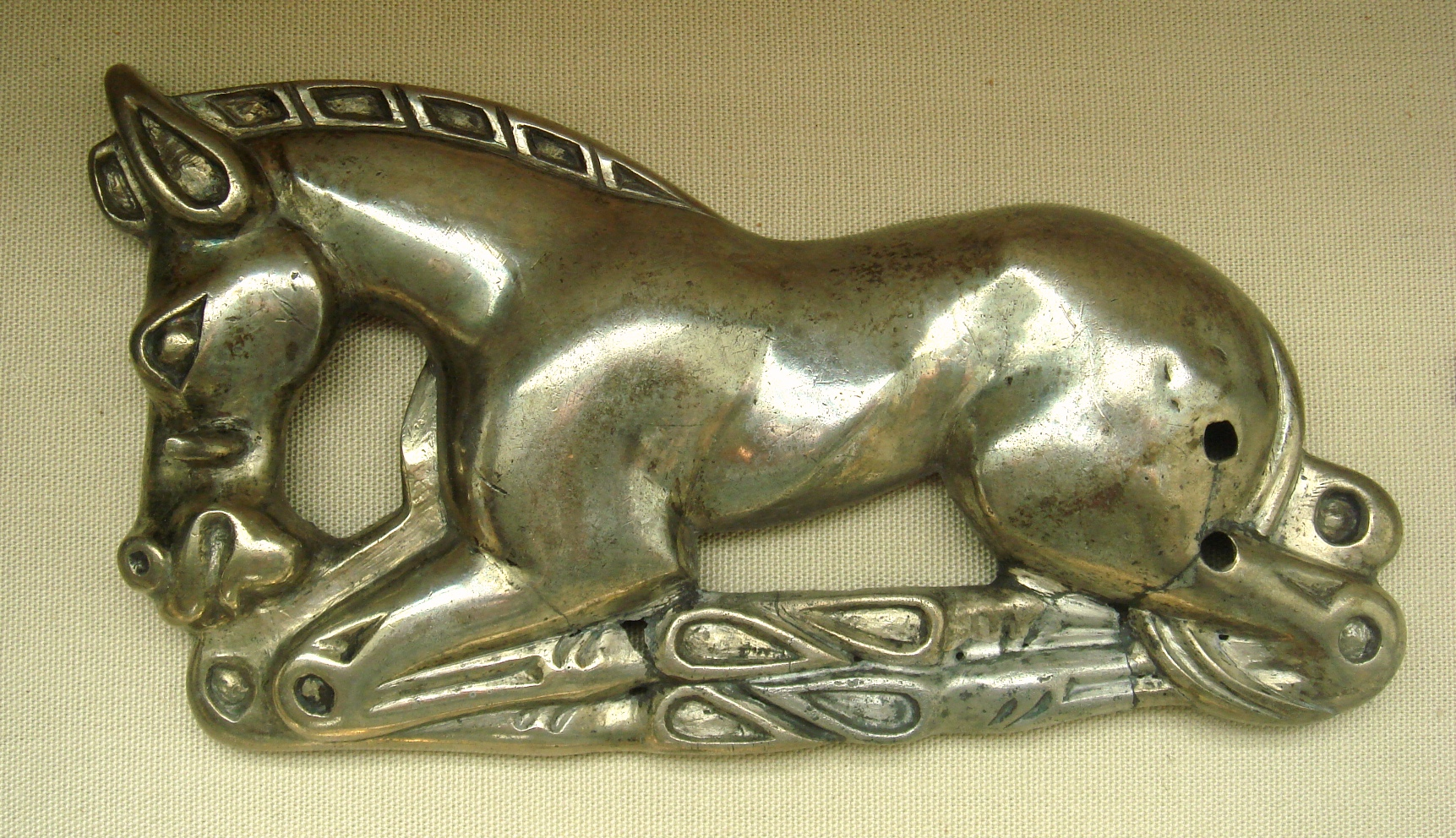
Серебряная лошадь, IV-I века до н. э.
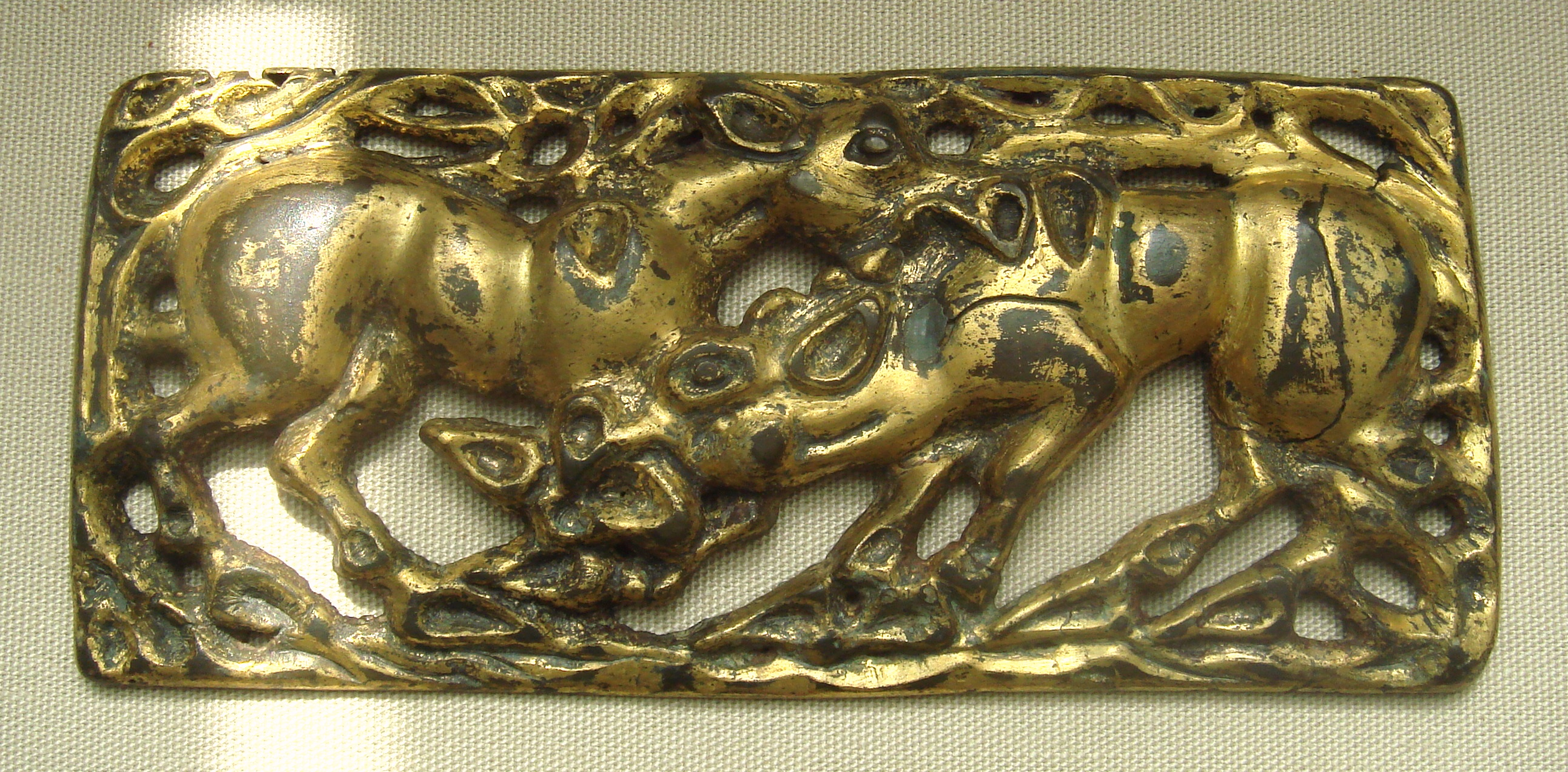
Пряжка ремня, III-I века до н. э.
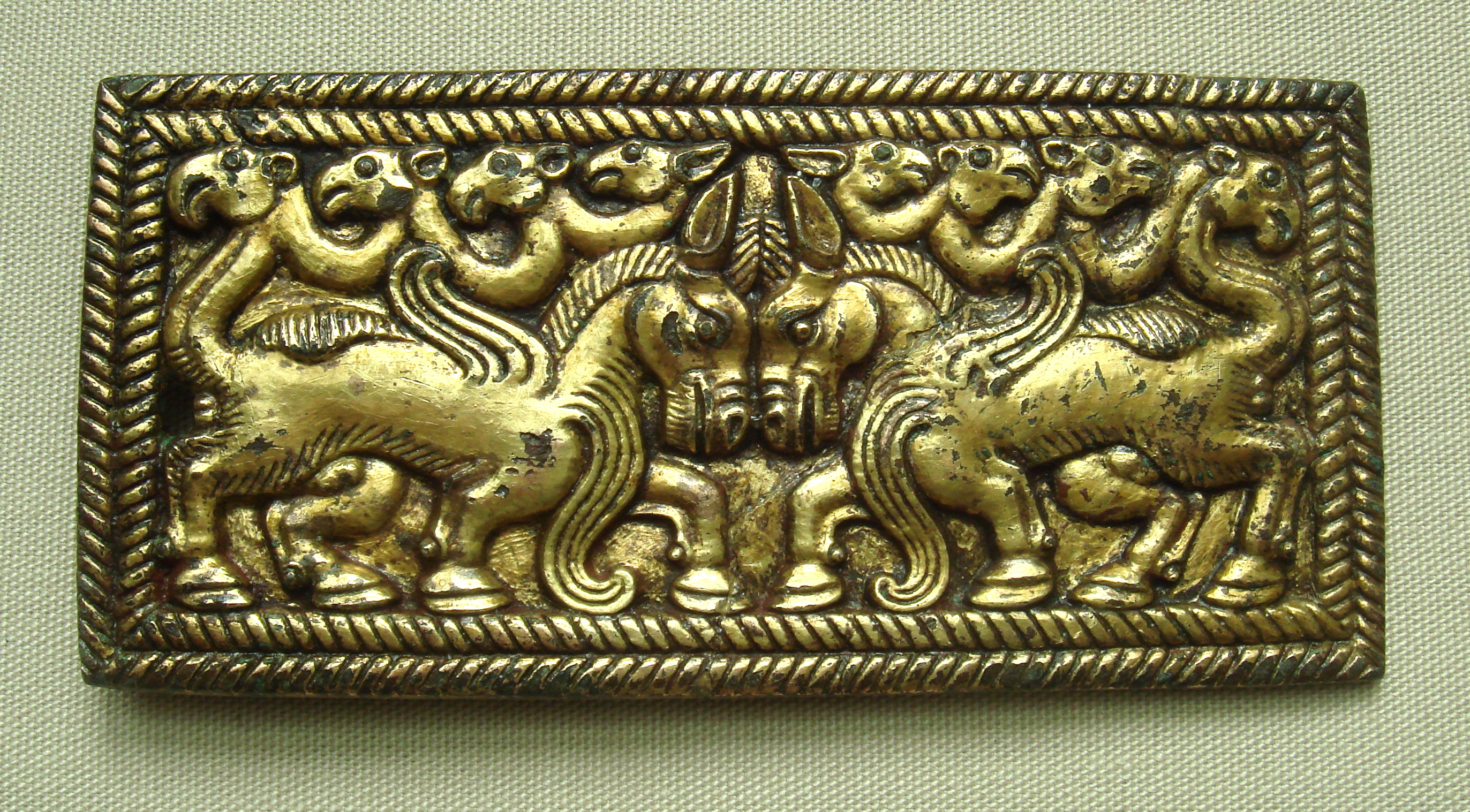
Пряжка ремня, III-I века до н. э.
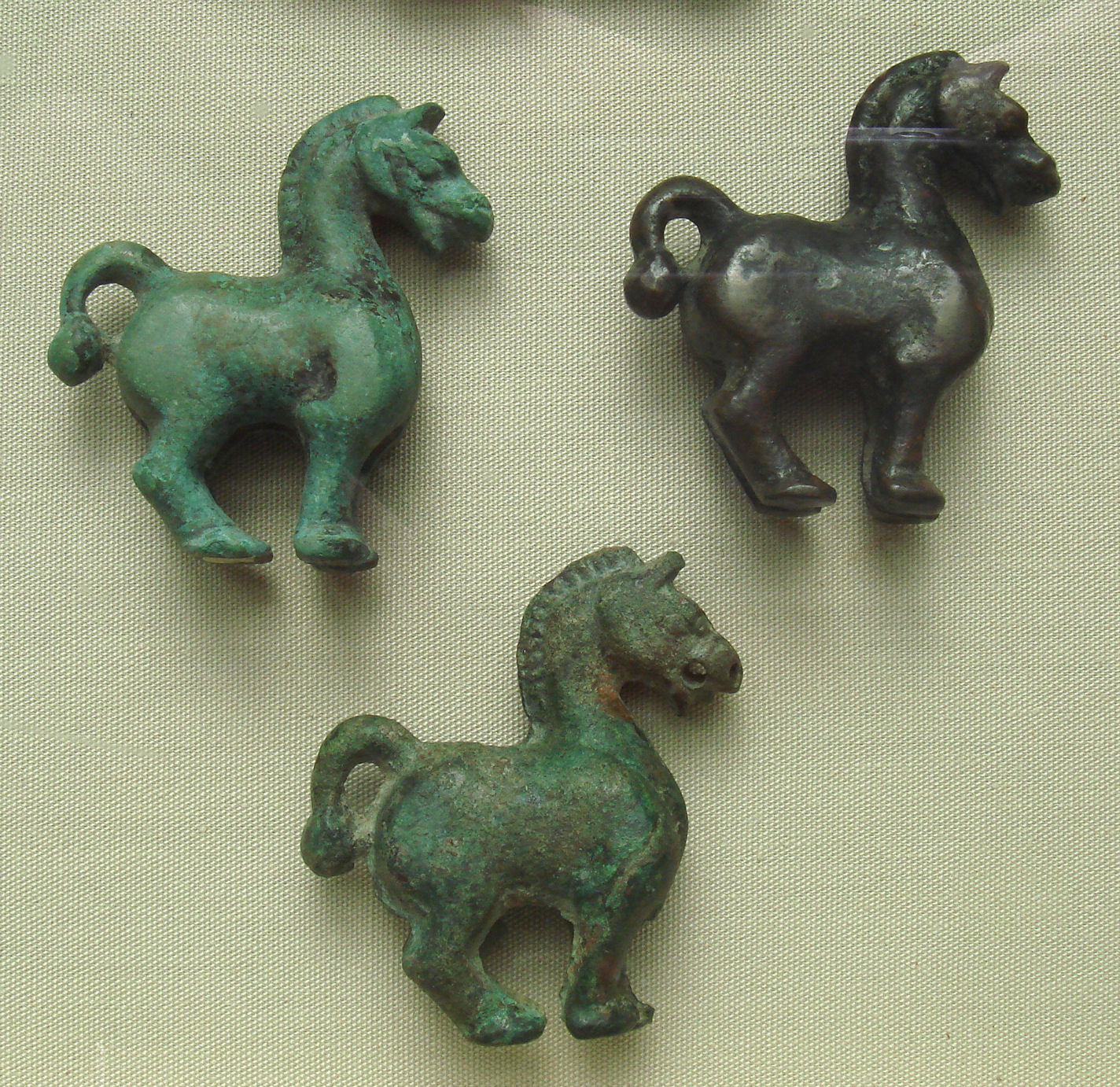
Бронзовые лошади, V-III века до н. э.
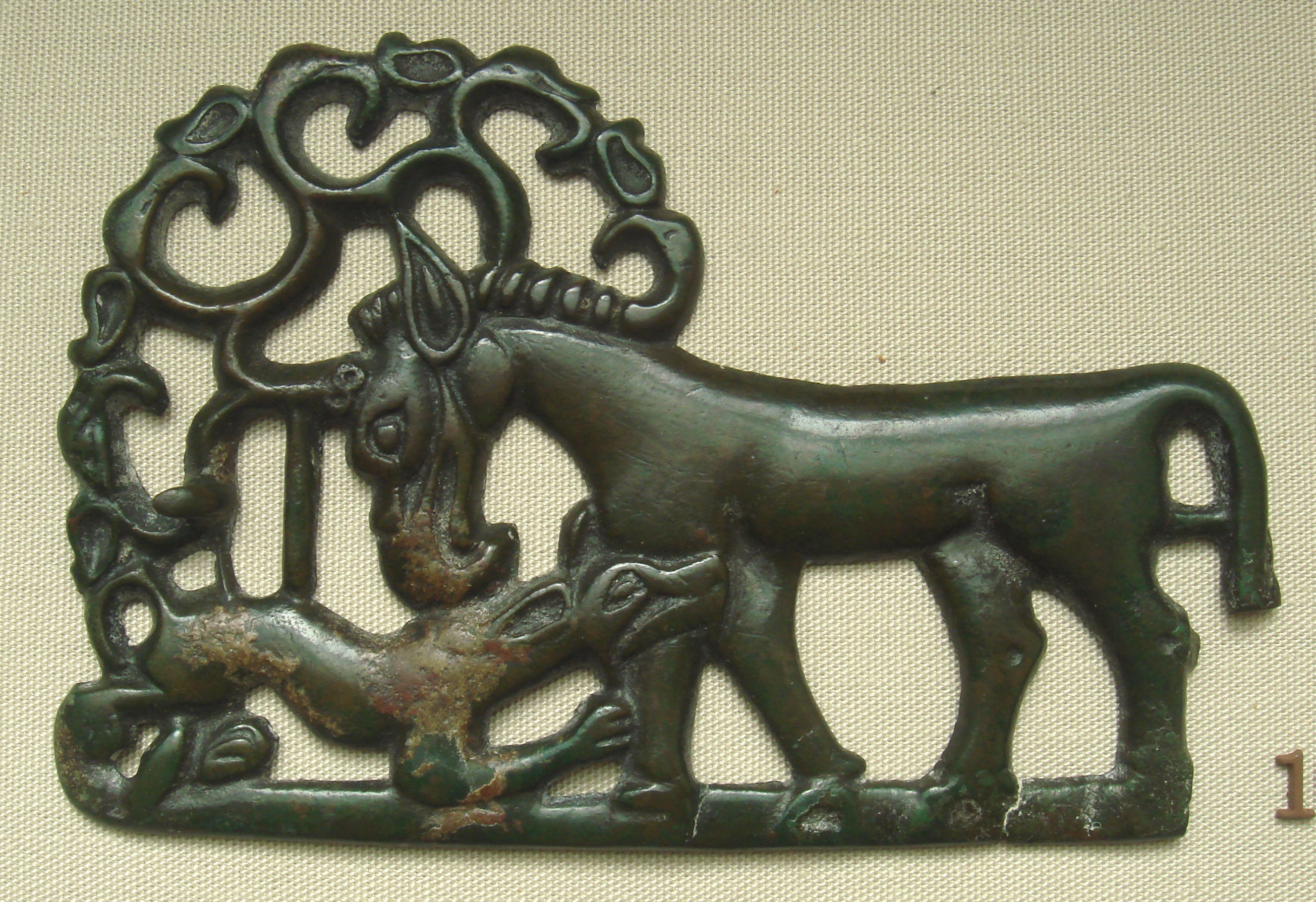
Тигр, нападающий на лошадь, IV-I века до н. э.